# Erik Lesser
Erik Lesser (* 17. května 1988 Suhl) je bývalý německý biatlonista, mistr světa a olympijský medailista. Na olympijských hrách v Soči 2014 získal stříbro ve vytrvalostním závodu. Na Mistrovství světa v biatlonu 2015 ve finském Kontiolahti získal zlatou medaili ve stíhacím závodě. Na stejném šampionátu pak ještě opanoval s německým týmem štafetu. Se štafetou vybojoval i několika dalších medailí - stříbro na MS v Oslu 2016, v Östersundu 2019 a na olympijských hrách v Soči 2014, bronz v Novém Městě na Moravě 2013, v Anterselvě 2020 a na olympijských hrách v Pchjongčchangu 2018. S Franziskou Preussovou vybojoval stříbro v smíšené štafetě dvojic na MS v Anterselvě 2020.
Ve štafetových i individuálních závodech se umístil několikrát na stupních vítězů také ve světovém poháru, vybojoval tři individuální vítězství.
V březnu 2022 oznámil ukončení profesionální kariéry.

## Výsledky

### Olympijské hry a mistrovství světa
| Sezóna  | Akce | Místo                | SP  | SZ  | HZ  | IZ  | ŠT | SŠT | SZD | Věk    |
| ------- | ---- | -------------------- | --- | --- | --- | --- | -- | --- | --- | ------ |
| 2012/13 | MS   | Nové Město na Moravě | 12. | 14. | 5.  | 34. | 3. | –   | ×   | 24 let |
| 2013/14 | ZOH  | Soči                 | 21. | 16. | 26. | 2.  | 2. | –   | ×   | 25 let |
| 2014/15 | MS   | Kontiolahti          | 5.  | 1.  | 17. | 18. | 1. | –   | ×   | 26 let |
| 2015/16 | MS   | Oslo                 | 19. | 7.  | 14. | 7.  | 2. | –   | ×   | 27 let |
| 2016/17 | MS   | Hochfilzen           | 37. | 28. | 21. | 4.  | 4. | –   | ×   | 28 let |
| 2017/18 | ZOH  | Pchjongčchang        | 11. | 11. | 4.  | 9.  | 3. | 4.  | ×   | 29 let |
| 2018/19 | MS   | Östersund            | 8.  | 11. | 27. | 11. | 2. | –   | 4.  | 30 let |
| 2019/20 | MS   | Anterselva           | –   | –   | –   | –   | 3. | –   | 2.  | 31 let |
| 2020/21 | MS   | Pokljuka             | 66. | –   | –   | –   | 7. | 7.  | 7.  | 32 let |
| 2021/22 | ZOH  | Peking               | –   | –   | –   | 67. | 4. | –   | ×   | 33 let |

Poznámka: Výsledky z mistrovství světa se započítávají do celkového hodnocení světového poháru, výsledky z olympijských her se dříve započítávaly, od olympijských her v Soči 2014 se nezapočítávají.

### Juniorská mistrovství
| Sezóna  | Akce | Místo      | SP  | SZ  | IZ | ŠT | Věk    |
| ------- | ---- | ---------- | --- | --- | -- | -- | ------ |
| 2007/08 | MSJ  | Ruhpolding | 16. | 8.  | 7. | –  | 19 let |
| 2008/09 | MSJ  | Canmore    | 11. | 11. | 3. | 1. | 20 let |

## Vítězství v závodech Světového poháru

### Individuální
| Č.                           | sezóna    | datum           | místo                    | disciplína                |
| ---------------------------- | --------- | --------------- | ------------------------ | ------------------------- |
| 1.                           | 2014/2015 | 8. března 2015  | Kontiolahti, Finsko (MS) | stíhací závod             |
| 2.                           | 2015/2016 | 16. ledna 2016  | Ruhpolding, Německo      | závod s hromadným startem |
| 3.                           | 2021/2022 | 19. března 2022 | Holmenkollen, Norsko     | stíhací závod             |
| – závod na mistrovství světa |           |                 |                          |                           |

### Kolektivní
| Č.                           | sezóna    | datum             | místo                       | disciplína |
| ---------------------------- | --------- | ----------------- | --------------------------- | ---------- |
| 1.                           | 2013/2014 | 13. prosince 2013 | Annecy, Francie             | štafeta    |
| 2.                           | 2015/2016 | 14. března 2015   | Kontiolahti, Finsko (MS)    | štafeta    |
| 3.                           | 2016/2017 | 21. ledna 2017    | Anterselva, Itálie          | štafeta    |
| 4.                           | 2020/2021 | 5. března 2021    | Nové Město na Moravě, Česko | štafeta    |
| – závod na mistrovství světa |           |                   |                             |            |